# Réglages du karting
Les réglages du karting sont un ensemble de caractères modulables permettant d'influencer, comme dans tous les sports mécaniques, la qualité des performances du véhicule.
Les karts sont de petites voitures monoplace à quatre roues équipées d’un moteur de petite cylindrée (en majorité aujourd'hui des deux temps de 125 cm3) pouvant développer jusqu'à environ 40 ch. Les châssis de karting sont dépourvus de suspension et de différentiel, le freinage est assuré par un frein à disque monté sur l'axe arrière. Certaines catégories acceptent les freins avant (petits freins à disque montés sur les moyeux avant parfois activés par une poignée au volant).

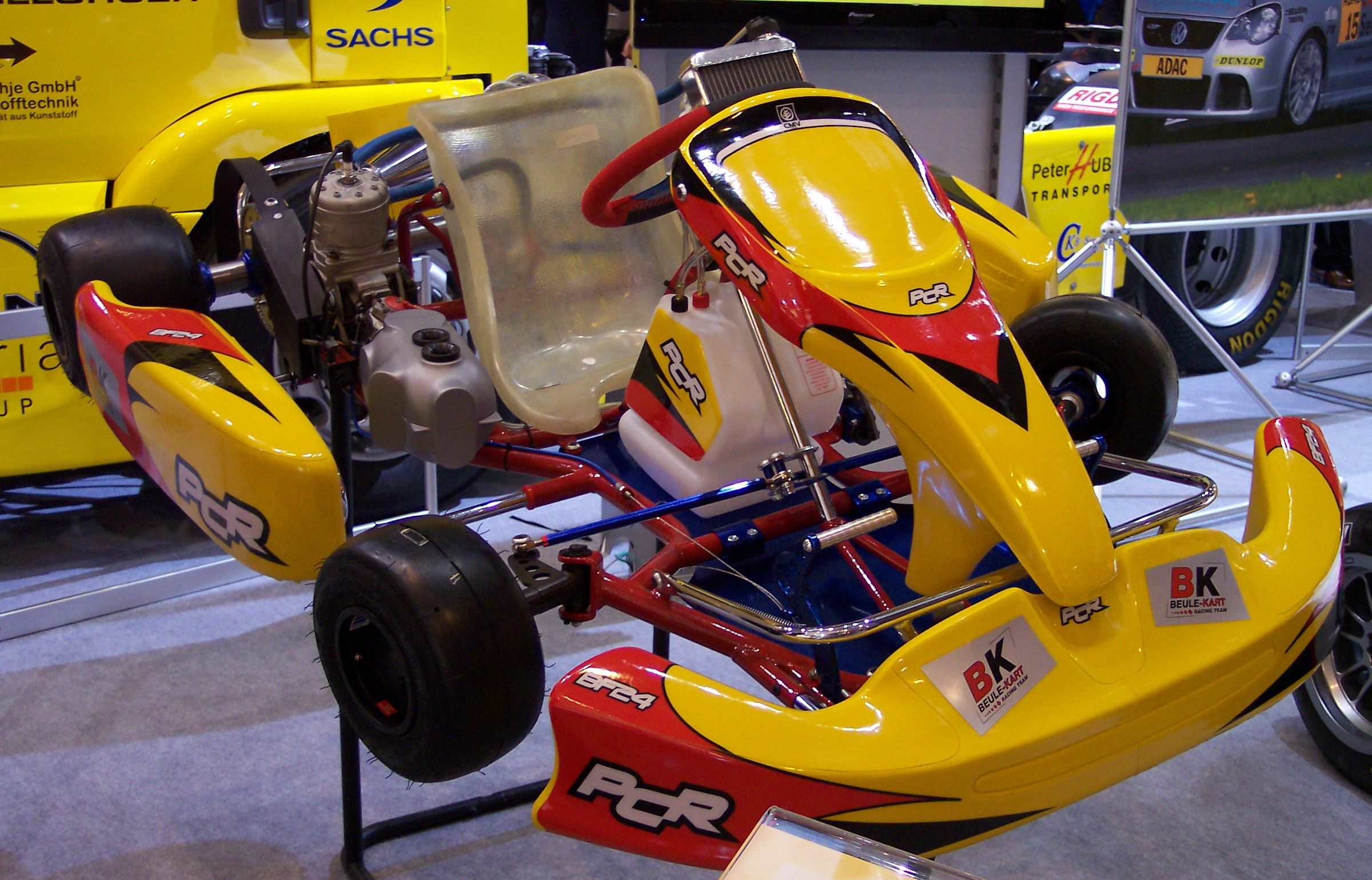
Kart 100 cm³ (2006) - châssis PCR

## Réglage du châssis

### La rigidité
En raison de l'absence d'un différentiel, le châssis d'un kart doit être assez souple pour permettre à la roue arrière intérieure au virage de se soulever, de façon que le kart puisse tourner. En effet, dans un virage, la roue intérieure effectue moins de distance que la roue extérieure pendant un temps identique. Sur un kart, les deux roues arrière sont montées sur un axe rigide ; si les deux roues restaient au sol, la machine irait en ligne droite.
Les meilleurs châssis permettent de faire varier leur rigidité grâce à des raidisseurs. On trouve ces raidisseurs à l'arrière (barre de rigidité et/ou raidisseur de siège), à l'avant (barre de rigidité) et/ou au centre (double berceau).
Les châssis modernes sont conditionnés pour s'adapter aux pneumatiques de plus en plus performants suivant les catégories imposées par la réglementation CIK. Généralement, il est convenu d'utiliser des châssis :
- Rigides pour des catégories de karts utilisant des pneus aux gommes tendres, mais dont la performance est limitée dans le temps ;
- Souples pour des catégories de karts utilisant des pneus aux gommes dures, dont l'efficacité sera plus soutenue dans le temps.

## Les pneus
Il existe plusieurs types de pneus. Les pneus slick (bande de roulement lisse) à gomme dure ont une bonne longévité, mais offrent moins d'adhérence, les pneus slick à gomme tendre ont une meilleure adhérence, mais une durée de vie plus courte, etc.. Les pneus pluie sont sculptés pour favoriser l'évacuation d'eau sur piste mouillée et sont plus étroits.
La pression de gonflage est déterminante pour la vitesse de l'échauffement des pneus (la température optimale avoisinant les 70 °C).
- Sur-pression = perte en tenue de route (diminution de la bande de roulement - on sur-gonfle en cas de piste mouillée) et montée en température plus lente et pénalisante dans les premiers tours
- Sous-pression = augmentation du grip à la température optimale, mais surchauffe et usure prématurée

Les pneus sont montés sur des jantes en aluminium, magnésium ou matériaux composites. Les jantes en composite permettent une montée en température plus rapide.

### La largeur des voies
L'écartement des deux roues d'un même train influe sur la stabilité du kart en virage :
- Train avec faible écartement = augmentation de l'adhérence
  - Pour le train avant :
    - train plus incisif dans les courbes ;
    - kart survireur.

  - Pour le train arrière :
    - rend le train avant sous-vireur ;
    - diminution de la stabilité du kart en virage et au freinage ;
    - perte de motricité en sortie de virage.

- Train avec grand écartement = diminution de l'adhérence
  - Pour le train avant (utilisé par temps de pluie) :
    - virages plus précis dans les courbes moyennes/rapides.

  - Pour le train arrière :
    - stabilité ;
    - dérapages en courbes.

La largeur maximum autorisée pour la voie arrière est de 140 cm, ce qui est le réglage par défaut sur le sec.

### La hauteur des voies
- Voie avant basse :
  - châssis plus réactif mais enlève du grip au train avant ;
  - légère perte d'efficacité au milieu du virage.

- Voie avant haute :
  - augmente le grip du train avant. Réglage efficace en cas de piste très grippée. Réglage qui peut être accompagné d'un train arrière bas, élargi mais durci (renforts de sièges) ;
  - augmente l'effet de différentiel par une augmentation de l'effet « angle de chasse ». Réglage idéal quand on ne souhaite pas mettre trop de carrossage négatif.

- Voie arrière basse :
  - gain de stabilité mais accentue le phénomène dit de « pompage » en courbes serrées. Idéal en courbes moyennes et rapides ;
  - châssis plus libre en sortie de virage.

D'une manière très générale la variation de hauteur d'un train (avant ou arrière) permet d'ajuster son niveau de grip en fonction de l'adhérence de la piste.

### Le centre de gravité
Le centre de gravité n'est pas forcément à rabaisser le plus bas possible. En effet :
- Abaissé :
  - augmentation de la stabilité du kart ;
  - diminution de l'adhérence.

- Rehaussé :
  - augmentation de l'adhérence ;
  - dérapages moins prévisibles et plus difficilement contrôlables en virage.

Sur piste mouillée, on aura tendance à monter le châssis afin de gagner de l'adhérence.

#### Le baquet
Le siège baquet est un élément essentiel du châssis, il est proposé dans toutes les tailles pour être parfaitement ajusté à la morphologie du pilote. Son positionnement ne répond pas au seul confort du pilote, les cotes d'emplacement sont généralement fournies par le constructeur du châssis et devront être scrupuleusement respectées (à quelques cm près) pour donner au châssis un bon équilibre. Généralement il est convenu de dire que 60 % du poids réparti sur l'arrière et 40 % sur l'avant pour un châssis 100 ou 125 cm3 sans boîte de vitesses, représentera la norme. Pour les catégories 125 cm3 avec boîte, la répartition sera plutôt de 35 % sur l'avant et 65 % sur l'arrière. Généralement plus un ensemble roulant (châssis + moteur + pilote) est lourd, plus on doit reculer le baquet pour réduire les transferts de charge vers l'avant lors des freinages (pour éviter un comportement survireur).
Pour ce qui est de sa hauteur et de son inclinaison avant/arrière, là aussi certaines cotes sont à respecter dont la tolérance ne sera que de quelques cm voire mm. Les catégories les plus dynamiques (KF1, KF2) voient leurs baquets de plus en plus inclinés vers l'arrière, mais ce sera au pilote d'ajuster son siège suivant les sensations rencontrées en piste. Pour ce qui est de la cote, la plage d'installation varie entre 23 et 26 cm (mesure prise depuis l'arbre arrière jusqu'au bord extérieur du siège). La hauteur du baquet sera elle aussi directement dépendante des conditions de piste. Généralement il est admis que l'on rehausse le siège pour des conditions de piste glissantes ou pour un important manque de grip ; on rajoute alors de 4 à 5 cm en hauteur et vers l'avant, ceci afin de favoriser les appuis, l'accroche du train avant, et le travail des pneumatiques. À l'inverse, la hauteur du baquet peut être réduite au minimum (environ 1,5 cm du sol) en cas de grip important. Les pilotes assez grands ou lourds préfèrent également un siège un peu plus haut permettant d'accentuer certains réglages spécifiques notamment l'effet de différentiel.
Le baquet peut recevoir des accessoires permettant de modifier sa rigidité : au gré des conditions de piste et notamment en cas de grip important, on ajoutera des renforts (1 ou 2) suivant le degré d'adhérence rencontrée (pour éviter un délestage trop important de la roue arrière intérieure du châssis sur des courbes ou virages serrés). Certains pilotes expérimentés choisissent néanmoins des baquets plus souples lors de conditions de grip important afin de ne pas trop « brider » le travail du train arrière. Par ailleurs, on fixe souvent les lests en plomb permettant d'ajuster l'engin au poids minimum de sa catégorie sur le flanc du baquet opposé au moteur, plus léger.

### Le parallélisme
- Temps sec : Le parallélisme est par défaut nul (roues parfaitement parallèles), mais on peut légèrement pincer les roues vers l'avant de 1 ou 2 mm afin d'améliorer la transition en courbes sur un circuit rapide. Le parallélisme peut être légèrement ouvert sur circuit sinueux afin de favoriser l'accroche de la roue avant intérieure en entrée d'épingle. Ce réglage est défavorable pour la sortie d'épingle où le châssis a tendance à sous-virer.

- Temps humide : Le parallélisme peut être légèrement ouvert afin de favoriser la montée en température des pneus.

Un parallélisme mal ajusté entraîne une usure prématurée des pneus. Il ne doit jamais être réglé en excès, sauf dans des cas extrêmes où le grip est quasi inexistant.

### Le carrossage
- Temps sec : Le carrossage doit être nul ou légèrement négatif.
- Temps humide : Un carrossage légèrement positif permet de gagner en stabilité et précision pour le train avant.

Un carrossage mal ajusté entraîne une usure prématurée des pneus sur le côté droit ou gauche.

### L'angle de chasse
La valeur standard varie d'un châssis à l'autre.
- Angle important :
  - augmentation de l'adhérence du train avant ;
  - le châssis est moins incisif en courbes serrées mais plus stable en courbes moyennes et rapides ;
  - la direction est plus dure.

- Angle faible :
  - le châssis est instable en courbes rapides mais les entrées en courbes lentes sont plus incisives ;
  - la direction plus souple.

### L'arbre
Pour durcir ou assouplir un peu plus les réglages châssis, on peut utiliser un arbre arrière plus ou moins souple en fonction des conditions de piste.
- Un arbre plus souple est adapté aux conditions de forte adhérence[3] ;
- Un arbre dur est adapté pour des conditions de pluie ou manque d'adhérence[3].

### Le rapport pignon/couronne
La puissance du moteur est transmise à l'arbre arrière par la voie d'une chaîne. Le choix du rapport pignon/couronne est un compromis entre motricité à bas régime (sortie de virages) et vitesse de pointe en ligne droite.
- Rapport court = augmentation du couple transmis (couronne plus grande)
- Rapport long = augmentation de la vitesse pour un nombre de tr/min donné (couronne plus petite)

On trouve des couronnes de 64 à 96 dents. La longueur de la chaîne varie en fonction du rapport choisi.

## Réglage du moteur

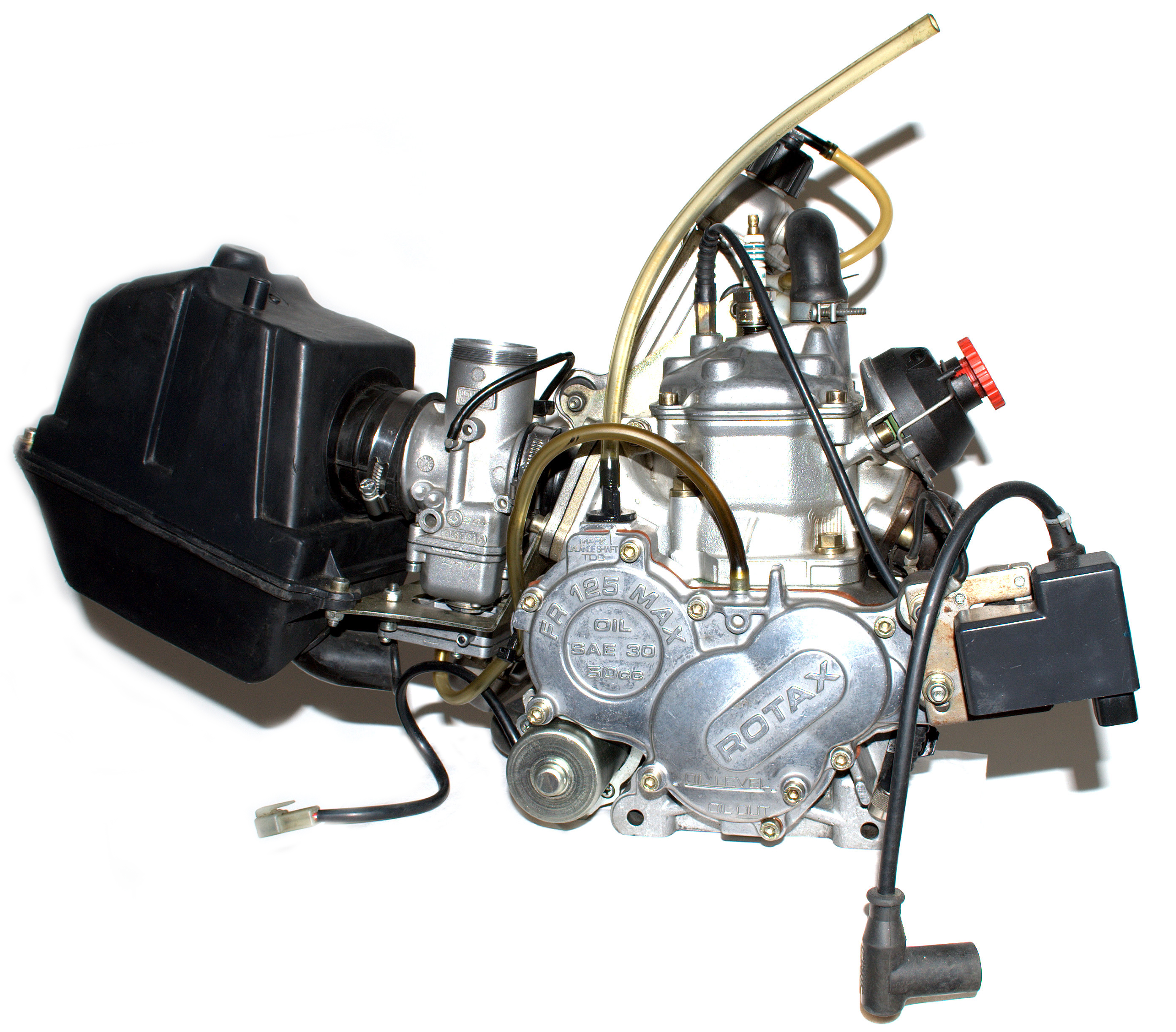
Le Rotax Max, moteur de karting mono-cylindre 2-temps de 125 cm³ équipé d'un démarreur et d'un embrayage automatique.

### La carburation
Une carburation riche lubrifie le moteur mais fait perdre de la puissance et vice versa, avec un risque de serrage (casse moteur - le piston, pas assez lubrifié se coince dans le cylindre) si le mélange est trop pauvre. Le réglage de carburation doit être adapté en fonction des conditions atmosphériques.
Il existe deux types de carburateurs sur les moteurs de karting, les carburateurs à vis et les carburateurs à gicleur.
Avec les carburateurs à vis, le réglage du moteur se fait par l’intermédiaire de deux vis principales sur le carburateur, une pour le bas et moyen régime, une autre pour le haut régime. Certains carburateurs comportent une troisième vis. Le réglage fin s'effectue sur la piste, en roulant.
Les carburateurs à gicleur ne disposent pas de vis externes de réglage, la richesse du moteur dépend de la taille du gicleur et de la forme du boisseau, le changement de gicleur doit se faire dans les stands.
Indicateurs de mélange trop pauvre : 
- dynamisme du moteur à haut régime
- trous (à-coups) dans l'accélération ou à haut régime
- prise de tours par le moteur lorsqu'on obstrue partiellement l'arrivée d'air

Indicateurs de mélange trop riche : 
- fumée bleue
- manque de puissance
- perte de puissance par le moteur lorsqu'on obstrue partiellement l'arrivée d'air
- le moteur hoquette à haut régime
- le régime en vitesse de pointe est relativement faible

L'état des bougies est un bon indicateur de la qualité de la carburation (après une dizaine de tours).
- Bougie encrassée (embase noire, électrode noire) : mélange trop riche
- Bougie comme neuve (embase beige-blanc, électrode intacte) : mélange trop pauvre
- Encrassement de l'embase : détermine la qualité du mélange à bas régime
- Encrassement de l'électrode : détermine la qualité du mélange à haut régime

### La boite à air
La boite à air régule et filtre l'admission d'air vers le carburateur. En plus de la poussière et des débris, elle protège de l'eau en cas de roulage sur piste mouillée.
Avec les moteurs 100 cm3 « ancienne génération », on pouvait obstruer brièvement la prise d'air avec la main en fin d'accélération afin d'enrichir le mélange air-essence et donc de lubrifier davantage le moteur, ceci pour prévenir tout risque de serrage lorsque le moteur continuait à tourner « à sec » durant le freinage.

### L'échappement
La longueur du pot d'échappement influe sur le comportement du moteur.
- Pot court : facilité à monter dans les tours à haut régime
- Pot long : meilleures reprises à bas régimes.